# 楠木正季
楠木 正季（くすのき まさすえ）は、鎌倉時代後期から南北朝時代の武将。河内国の豪族・楠木正成の弟。七郎・帯刀と称した。

## 概要

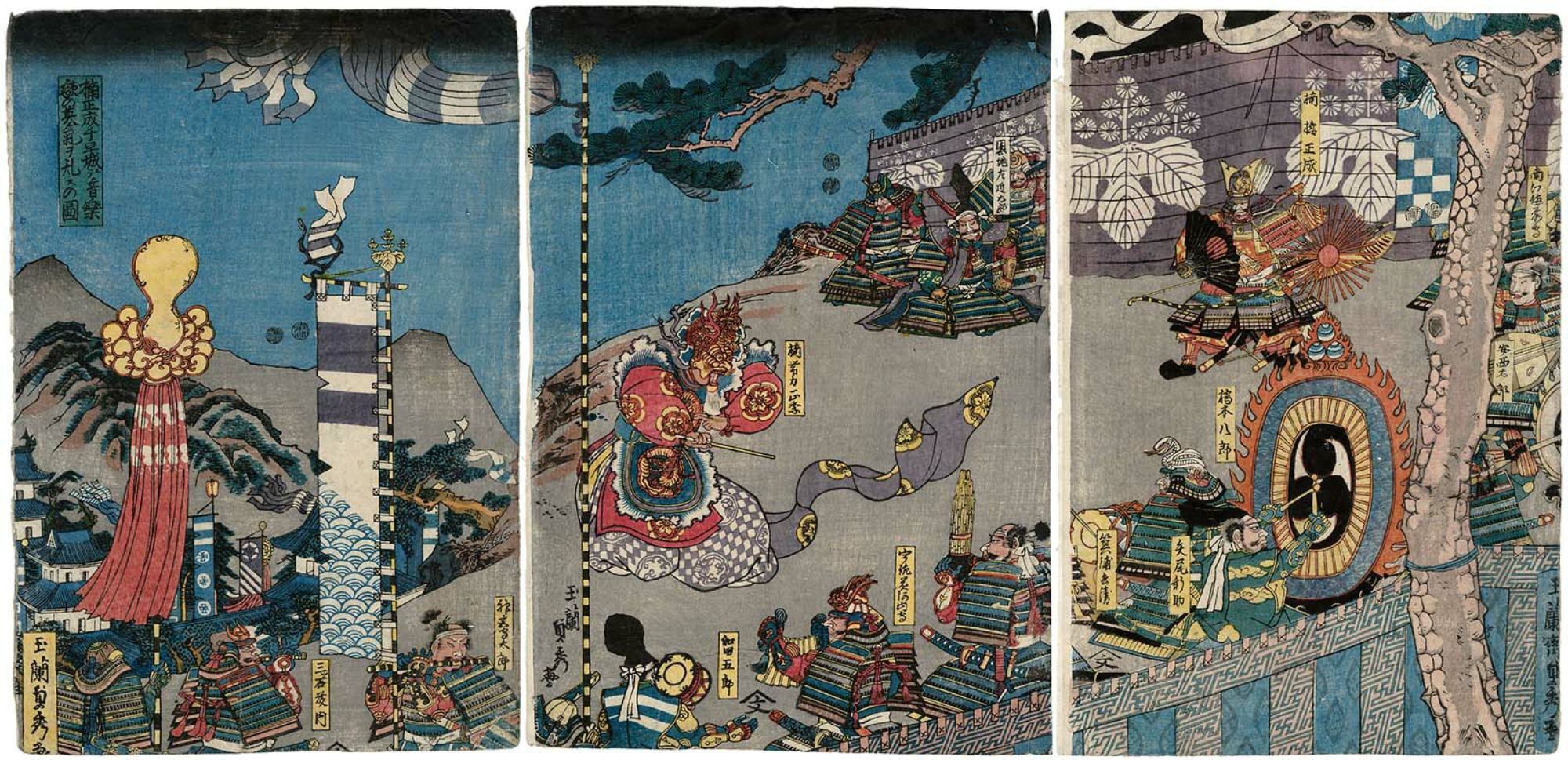
『楠正成千破城ニテ音楽歌の英気を礼スの図』（歌川貞秀）、千早城の戦いの籠城戦を舞楽で鼓舞する楠木正季（図像中央）

元弘3年/正慶2年2月22日（1333年3月8日）から閏2月1日（3月17日）にかけて、上赤坂城の戦いで主将平野将監入道のもと副将として活躍する。
1336年（建武7年/延元元年）に兄の正成は九州から京都を目指す足利尊氏の軍に対して新田義貞の指揮下で戦う事を命じられ、湊川の戦いで敗北する。そして、兄・正成と共に、自害して果てた。
正成と正季の死に関しては『太平記』（二）巻第十六「正成兄弟討死事」に述べられている。敗走して手勢の少なくなった楠木勢73人は民家に駆け込み、六間の客殿に二列に並んで座り十念を唱えながら自害したという。死に際に正成が正季に九界のうちどこに行くことを願うか問うと、正季は「七生マデ只同ジ人間ニ生レテ、朝敵ヲ滅サバヤトコソ存候へ」と答えたという。これはのちの「七生報国」の語の由来になった。
野口雨情の先祖という伝承もある。

## 関連作品
- 太平記 (1991年、NHK大河ドラマ）- 演：赤井英和